# Phare Akra Koprainis
Le phare Akra Koprainis, également appelé phare Koprenas ou phare Koprena est situé dans l'estuaire Vovos-Aractos, au nord est du golfe Ambracique en Grèce. Le phare est achevé en 1893.

## Caractéristiques
Le phare est une tour cylindrique, de pierres, à proximité de la maison du gardien. La lanterne d'origine a été enlevée et remplacée par une structure métallique pour la lumière, ainsi qu'un panneau solaire. Il s'élève à 9 m au-dessus des eaux de la mer Ionienne.

## Codes internationaux
- ARLHS[3] : GRE-085
- NGA : 14536
- Admiralty[4] : E 3820

## Source
(en) [PDF] List of lights radio aids and fog signals - 2011 - The west coasts of Europe and Africa, the mediterranean sea, black sea an Azovskoye more (sea of Azov) (la liste des phares de l'Europe, selon la National Geospatial - Intelligence Agency)- Version 2011 - National Geospatial - Intelligence Agency - p. 252